# Central d'Esterri d'Àneu
La Central d'Esterri d'Àneu està situada a la localitat d'Esterri d'Àneu, a la comarca del Pallars Sobirà, i posada en funcionament el 1958. És un edifici que allotja les turbines, els alternadors i els elements de regulació i control de dues centrals hidroelèctriques (Esterri d'Àneu i Unarre) en una sala de màquines comú; en el seu exterior hi ha la subestació elèctrica on són ubicades les unitats de transformació i de distribució de l'electricitat.
L'edifici, així com els embassaments, canonades, la subestació elèctrica i obres auxiliars, fou construït per la Hidroelèctrica de Catalunya i les dues centrals en van posar en funcionament el 1958. Actualment (gener 2020) la central és operada per Endesa, filial de la societat italiana Enel.
La sortida d'aigües es fa al riu Noguera Pallaresa, i donada la proximitat del nucli urbà s'hi han instal·lat uns panells fonoabsorbents per atenuar la contaminació acústica produïda per la remor de les turbines.
La construcció de les centrals va durar 43 mesos i van col·laborar-hi més de 650 treballadors, la majoria provinents de Galícia, superant el nombre d'habitants que tenia Esterri d'Àneu en aquells anys.

## Antecedents
L'electricitat no va arribar a Esterri d'Àneu fins a la instal·lació d'un generador al molí de la població l'any 1913 amb una potència de 106 CV. L'electro-farinera d'Unarre instal·lava, l'any 1923, una màquina elèctrica, amb una potència de 24 CV, que permetia compaginar la feina de moldre amb la generació elèctrica. Va abastir Unarre i poc després la resta de pobles de la vall: Escalarre, Burgo, Llavorre, Cerbi i Gavàs.
La situació va canviar a partir de la posta en funcionament de la central d'Espot i la central de Sant Maurici l'any 1951

## Central hidroelèctrica d'Esterri
Ubaldo Fuentes Birlayn, enginyer de camins que treballava per la companyia Thomson-Houston Ibèrica (la seu central de la qual seria una de les precursores de General Electric), feu el primer estudi de l'aprofitament hidroelèctric de la zona l'any 1906, proposant una resclosa a Isil i amb un canal de 10,5 quilòmetres que utilitzaria un cabal de 3.000 litres cúbics per segon de la Noguera Pallaresa i obtenia un salt d'uns 280 metres amb la central hidroelèctrica situada aigua avall del poble d'Esterri d'Àneu. El projecte va passar a mans d'Emili Riu i Periquet, el qual feu replantejar-lo obtenint tres aprofitaments, començant el curs de la Noguera Pallaresa des d'Alós d'Isil fins Esterri d'Àneu; Emili Riu va demanar les tres concessions l'abril i el maig de 1903,

i les va obtenir el mes de maig de 1906. El març de 1914, havent estat unificades en una de sola, les adquiria Catalana de Gas i Electricitat, que les va tornar a replantejar amb un salt de 310,7 metres i un cabal de 10.000 litres per segon.
L'any 1955 es van tornar a desdoblar en dos salts i un d'ells es va denominar salt d'Esterri. La concessió definitiva va ser obtinguda el febrer de 1957 i es va concretar 
encara més el maig de 1958. Les obres foren efectuades per l'empresa Hidroelèctrica de Catalunya, filial de Catalana de Gas i Electricitat.
El salt d'Esterri es una central hidroelèctrica de derivació d'aigües d'embassament.

### Conques de captació

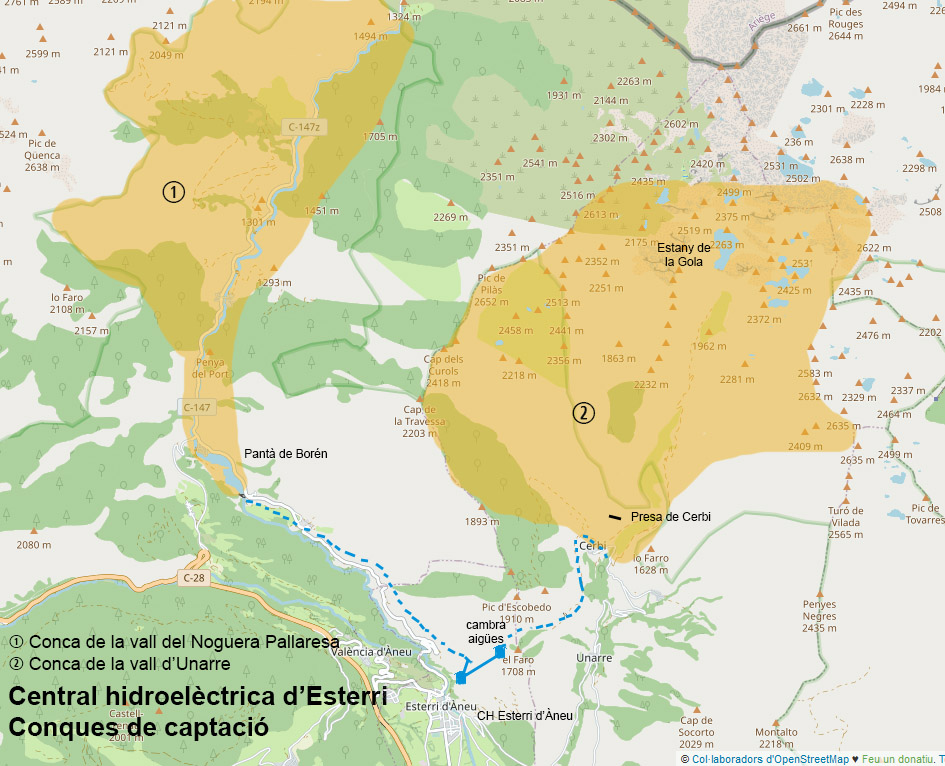
Conques de captació d'aigua de la central d'Esterri

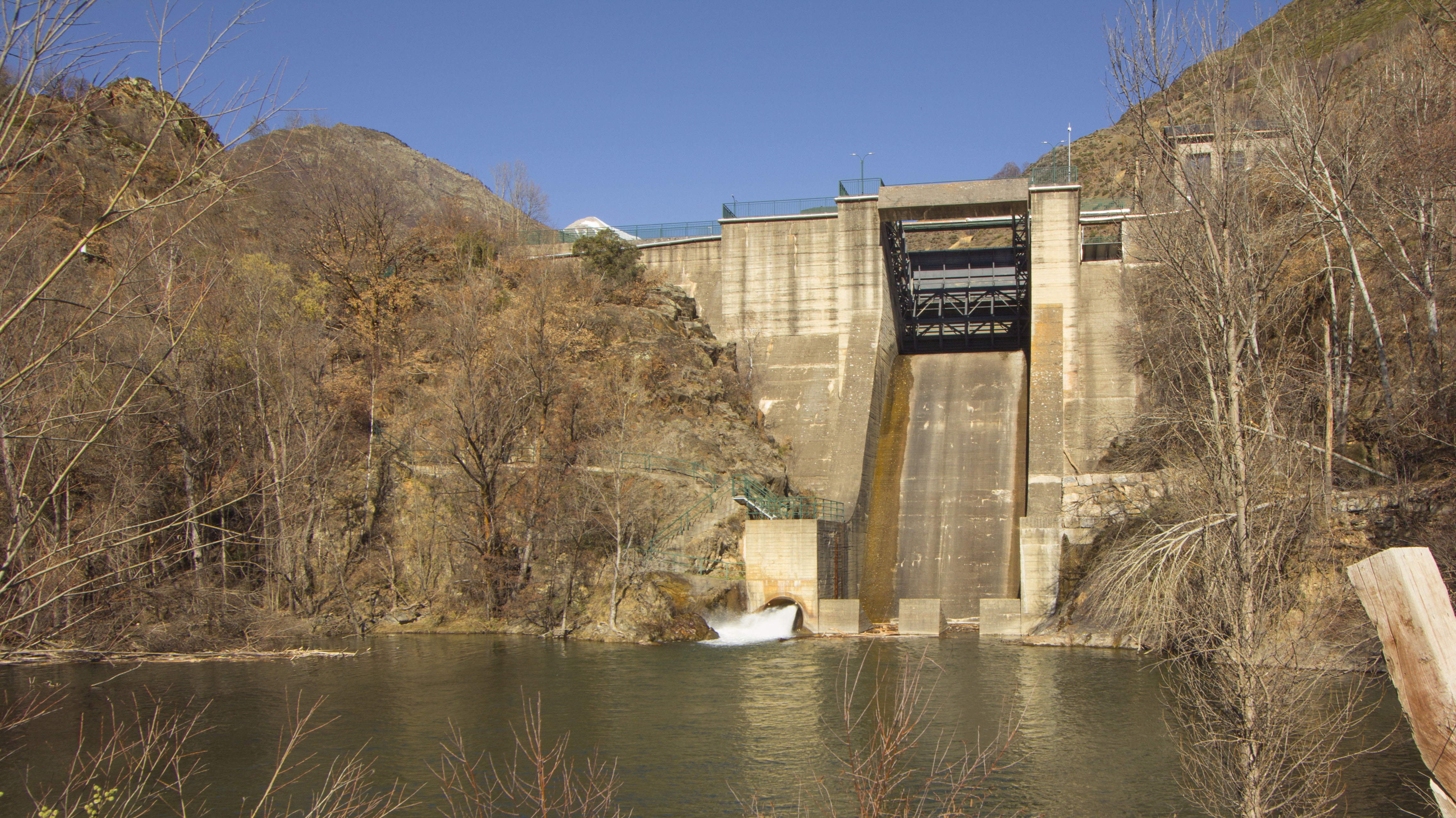
Presa de l'embassament de Borén amb la vàlvula de desguàs oberta

L'aigua per la central hidroelèctrica d'Esterri procedeix del curs alt de la Noguera Pallaresa. La seva captació és du a terme al pantà de Borén, situat al sud de la població de Borén dins el terme municipal d'Alt Àneu, a la comarca del Pallars Sobirà. La superfície de la conca hidràulica és de 203,07 quilòmetres quadrats.
La presa que forma l'embassament té 33,5 metres d'alçada des de ciments i 98 metres de coronació, a la cota 1.097,50 metres. L'embassament format és força petit, de 0,8 hectòmetres cúbics però apropiat per regular el riu a la seva capçalera.

### Salt
La galeria de pressió és soterrada i té 4.742 metres de longitud i surt per l'estrep esquerre de la presa seguint el perfil de la vall fins a arribar al Salt d'Esterri, punt on comença la canonada forçada de 231 metres de llargada i 2.000 mm de diàmetre exterior i un gruix d'entre 11 i 22 mil·límetres capaç per a un cabal de 14 metres cúbics per segon.
A l'inici de la canonada forçada es va instal·lar una vàlvula de regulació, la qual cosa va fer necessària la construcció d'una xemeneia d'equilibri per evitar l'efecte del cop d'ariet en cas de produir-se un tancament sobtat de la vàlvula.
La canonada està subjectada al terra per suports de formigó.

### Generació
La central estava dotada inicialment de dos grups de turbines Francis d'eix vertical d'11.600 CV construïdes per l'empresa Neyrpic que giren a 600 revolucions per minut i estan acoblades directament a alternadors síncrons fets per l'empresa General Electric d'11.100 kVA cada un a 6.200 V. El grup 2 es va posar en marxa l'abril de 1958 i el grup 1 el novembre del mateix any.
L'any 1984 es va instal·lar una tercera turbina Francis d'eix vertical d'11.600 CV també construïda per Neyrpic i acoblada a un alternador síncron fet per l'empresa General Electric d'11.100 kVA a 6.200 V que gira a 600 revolucions per minut.
Actualment el cabal turbinat és de 21 metres cúbics per segon.

## Central hidroelèctrica d'Unarre

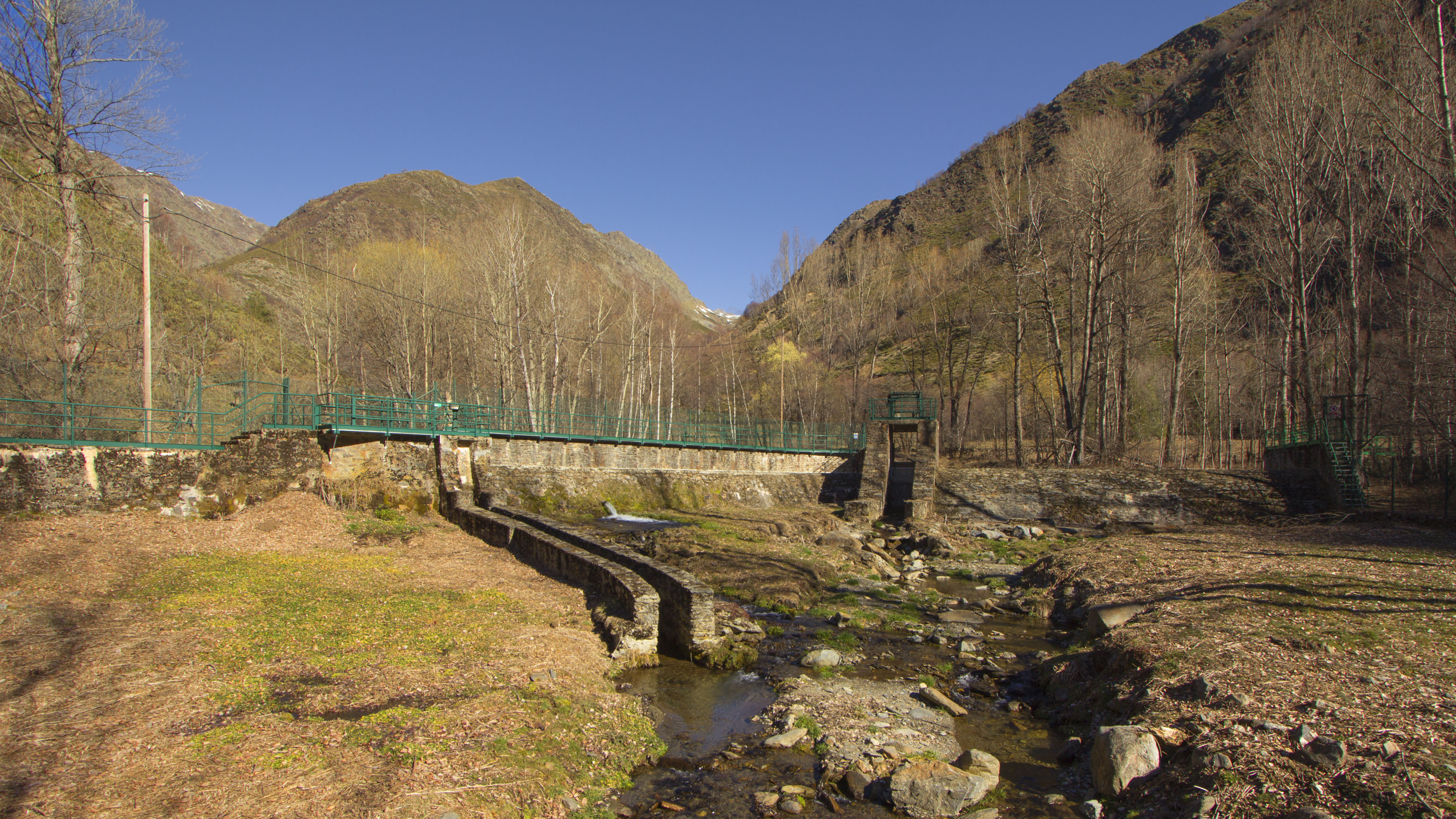
Presa de Cerbi

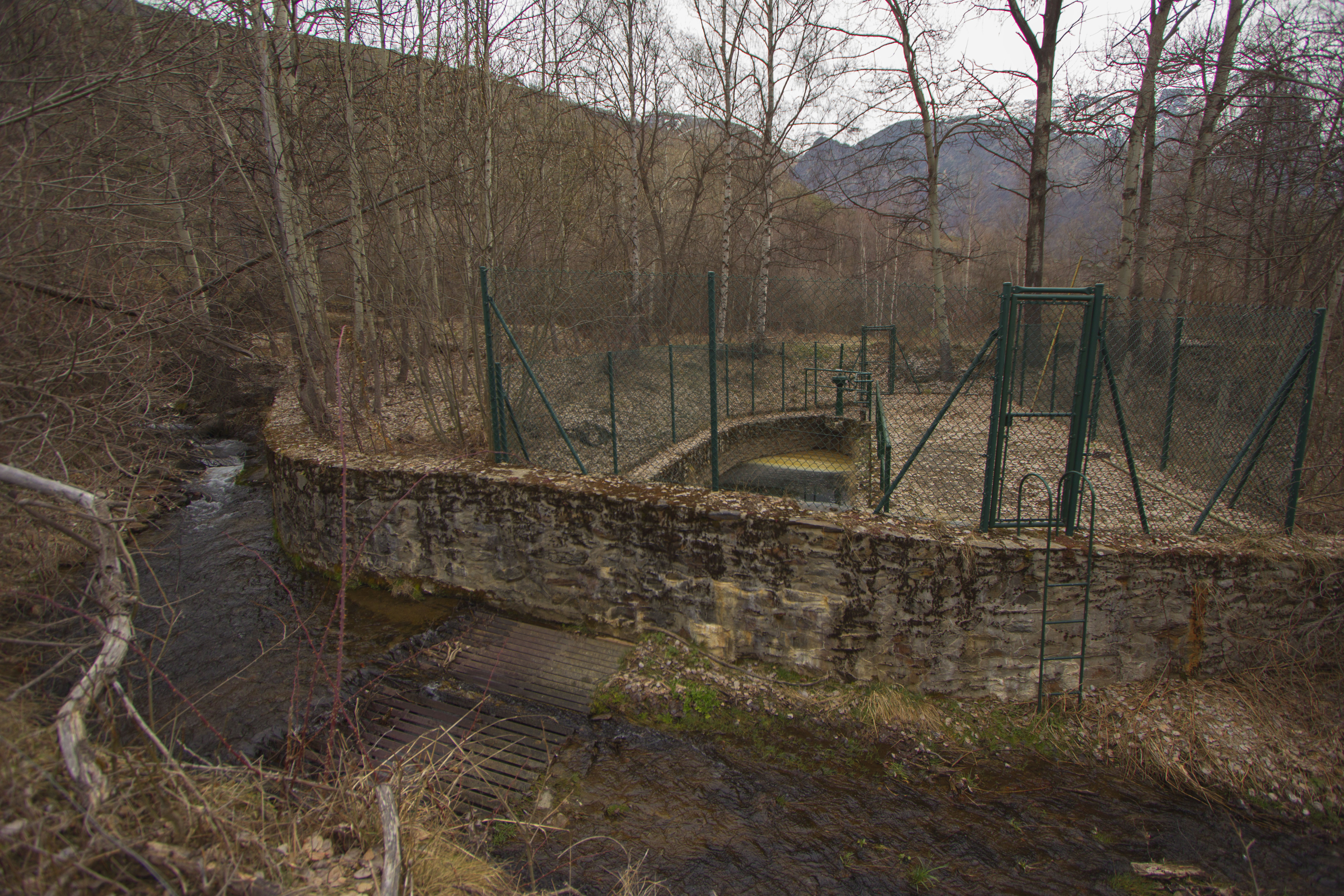
Resclosa d'Escorriols

### Conques de captació
La central està situada a Esterri d'Àneu, al marge esquerre del Noguera Pallaresa. A llevant seu s'alça la forta pendent del serrat d'Escobedo, que separa la vall d'Àneu de la vall d'Unarre. L'aigua prové del riu d'Unarre, que amb els seus afluents és l'eix vertebrador de tres valls ubicades a llevant del serrat d'Escobedo. Aquestes són les següents:
- Vall del barranc de Sant Beado o Nyiri, és la vall situada al centre. Desemboca a la vall d'Unarre. Està limitada a l'oest pel Serrat Estanyero i a l'est per la Serra Mitjana. El torrent de Sant Beado neix a 2.265 metres d'altitud al Serrat de Buixasse, límit nord de la vall, i desaigua al riu d'Unarre als 1.470 metres d'altitud.

- Vall d'Unarre. Situada a llevant de l'anterior, la vall d'Unarre està limitada a l'est per la Serra Mascarida i a l'oest per la Serra Mitjana. A la seva capçalera hi ha un conjunt lacustre compost per l'estany represat de la Gola,[8] l'estany de Ventolau i el conjunt anomenat els Tres Estanys. El riu d'Unarre neix a la part més alta de la vall, a la bassa de Curiós, a una altitud de 2.494,8 metres. Un cop ha rebut les aigües del torrent de Sant Beado, la presa de Cerbi,[9] a 1.441 metres d'altitud, desvia part del cabal per una canal soterrat que es dirigeix cap a la vall del torrent dels Corriols.

- Vall del torrent dels Corriols o dels Escorriols. És la situada més a ponent. La vall està enclavada entre la carena de la Serra Obaga a l'oest i la carena del Serrat Estanyero a l'est. El torrent dels Corriols és tributari del riu d'Unarre. Abans de desaiguar-hi aigües avall del poble de Cerbi, una resclosa en desvia part del cabal al canal soterrat procedent de la vall d'Unarre i que continua cap el salt d'Unarre, un cop hagi travessat el serrat d'Escobedo.

La canalització soterrada, que rep el nom de canal d'Unarre, té una longitud total de 3.780 metres. Finalitza quan s'integra per ponent a l'interior del serrat d'Escobedo, dintre de la qual hi ha un immens dipòsit regulador, i surt a l'exterior al vessant que dona a la vall d'Àneu en forma de canonada forçada per donar lloc al Salt d'Unarre.

### Salt
El salt s'inicia als 1.425 metres d'altitud, i el seu desnivell és de 492 metres; la canonada forçada té 587 metres de llargada. Està subjectada al terra per suports de formigó. En el seu últim tram, va paral·lela a la canonada del Salt d'Esterri.

### Generació
Actualment el cabal turbinat és de 2 metres cúbics per segon. La central disposa d'una turbina Pelton d'eix horitzontal fabricada per l'empresa Nyrpic acoblada a un alternador General Electric. El grup té una potència de 7,92 MW i la seva producció mitja anual és de 17,8 GWh.

## Transformació i transport
La subestació elèctrica es compartida per les dues central hidroelèctriques. Originalment l'estació transformadora disposava de quatre transformadors monofàsics. Tres dels transformadors formaven un banc de transformació trifàsic amb una potencia permanent de 30.000 MVA, quedant el quart transformador de reserva.
La tensió de generació és de 6.300V, i la de sortida a la xarxa, un cop passada pels transformadors, és de 110.000V. Els 4 transformadors van ser posteriorment substituïts per un de nou, més modern.

## Resum característiques i producció

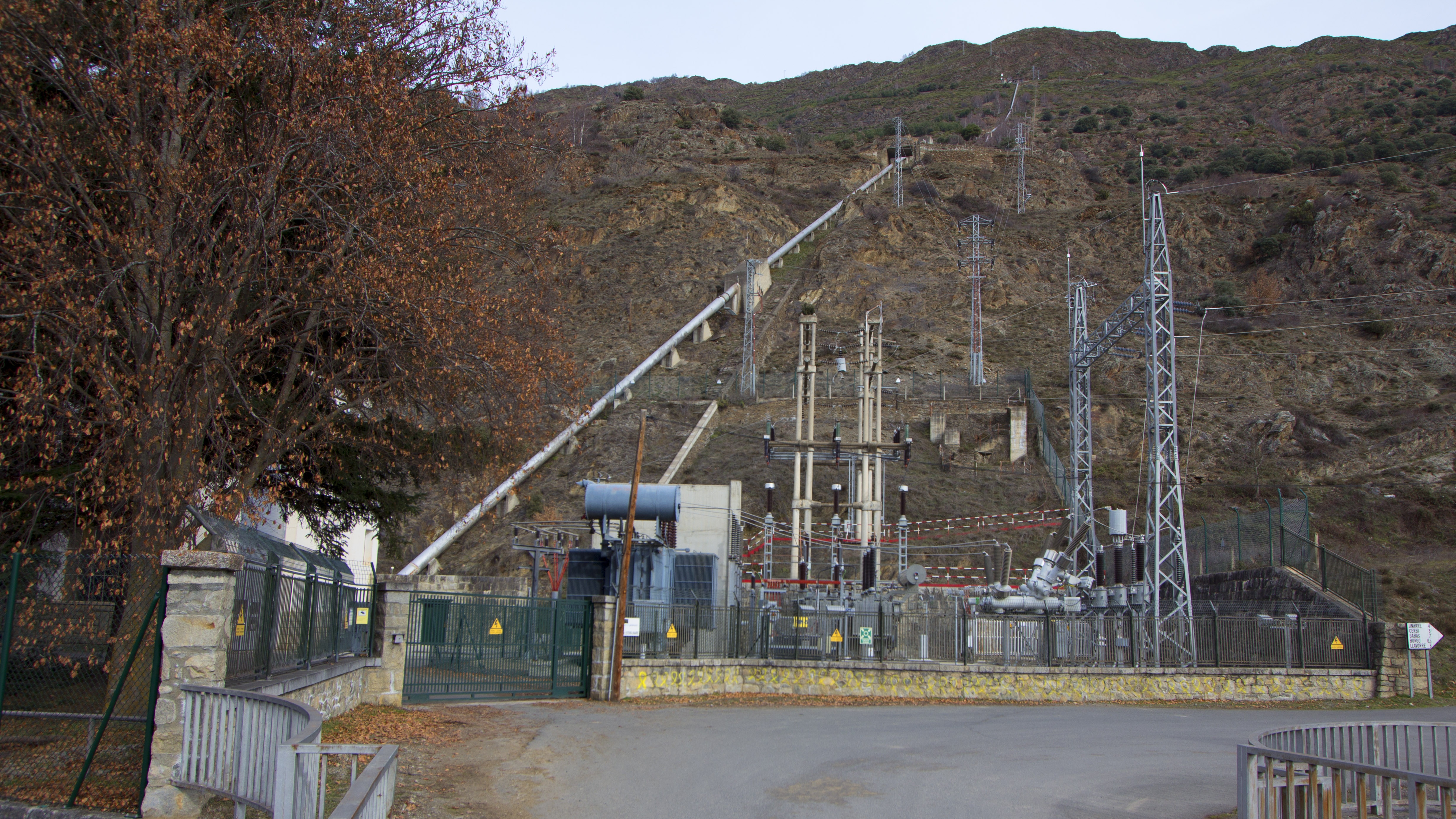
Subestació elèctrica de la Central d'Esterri i tram final de la canonada forçada del salt d'Unarre

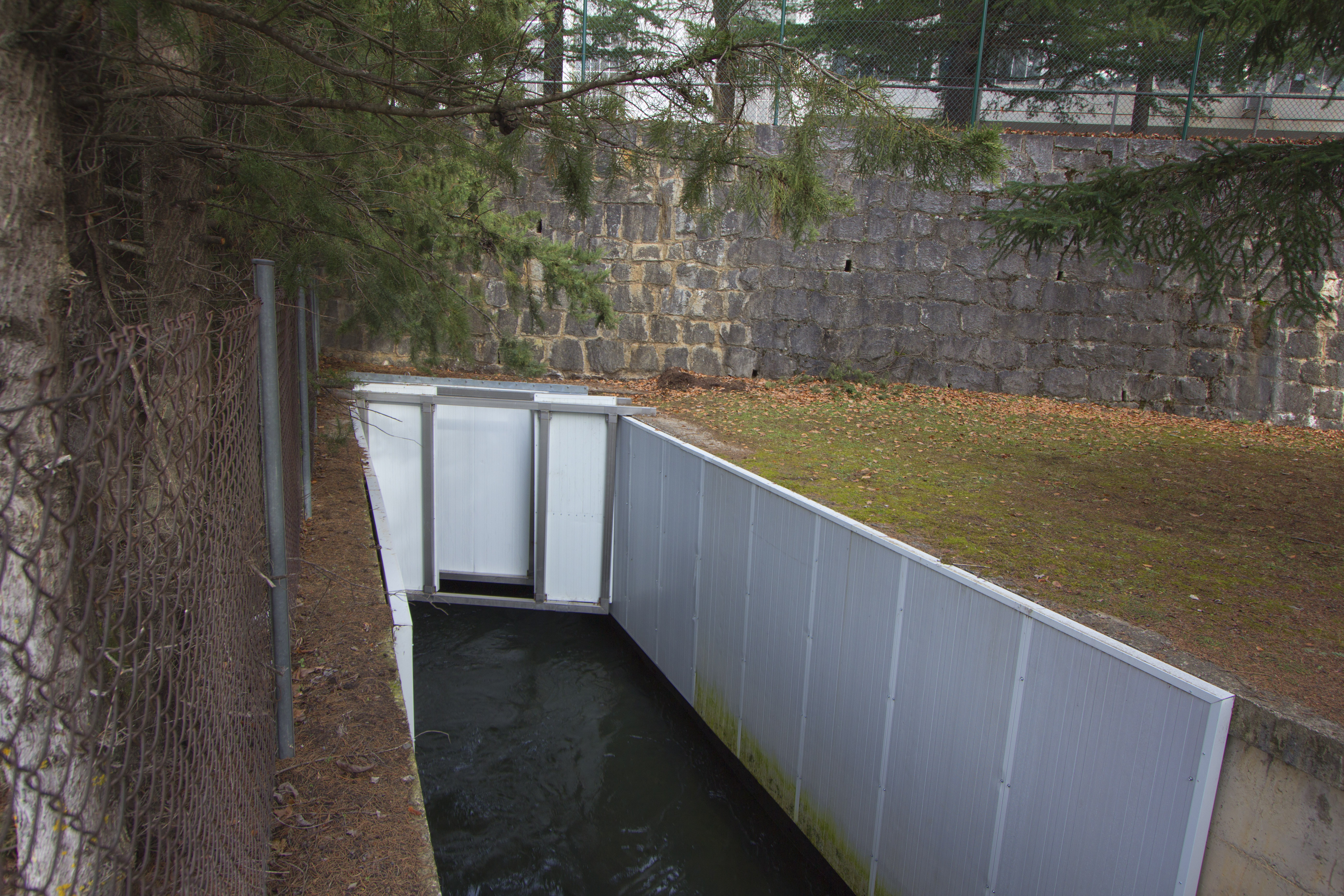
Panells fonoabsorbents situats a la sortida d'aigües al Noguera Pallaresa

|                               | Central Hidroelèctrica d'Esterri    | Central Hidroelèctrica d'Unarre    |
| Any posada en marxa           | 1958                                | 1958                               |
| Construïda per                | Hidroelèctrica de Catalunya         | Hidroelèctrica de Catalunya        |
| Operada per                   | Endesa                              | Endesa                             |
| Salt                          |                                     |                                    |
| Riu                           | Noguera Pallaresa                   | Riu d'Unarre                       |
| Altitud                       | 1.038,00 metres                     | 1.429,30 metres                    |
| Desnivell                     | 139,60 metres                       | 492,00 metres                      |
| Longitud canonada forçada     | 231 metres                          | 587 metres                         |
| Diàmetre mig canonada         | 2,00 metres                         | 1,5 metres                         |
| Cabal d'aigua nominal         | 14 metres cúbics/segon              | 1,6 metres cúbics/segon            |
| Sala de màquines              |                                     |                                    |
| Altitud                       | 957,36 metres                       | 957,36 metres                      |
| Nombre de grups               | 3                                   | 1                                  |
| Turbines per grup             | 1 turbina Francis d'eix horitzontal | 1 turbina Pelton d'eix horitzontal |
| Potencia instal·lada per grup | 8,79 MW                             | 7,92 MW                            |
| Potència instal·lada total    | 26,37 MW                            | 7,92 MW                            |
| Producció mitja total anual   | 52,20 GWh                           | 17,8 GWh                           |

## Mesura d'eficiència
A partir de les dades de característiques tècniques i producció de cadascuna de les centrals, es poden obtenir indicadors de la seva eficiència.
|                      | Central Hidroelèctrica d'Esterri | Central Hidroelèctrica d'Unarre |
| Mesures d'eficiència |                                  |                                 |
| Potència mitja anual | 5,95 MW                          | 2,03 MW                         |
| Factor de planta     | 0,2259                           | 0,2565                          |

El factor de planta proporciona un indicador de l'eficiència en la producció d'energia. La tendència en el disseny de les centrals hidroelèctriques és que operin com a plantes per pics o puntes, entrant en operació durant les hores de major demanda d'energia en el sistema elèctric. Per això cal una gran capacitat instal·lada, atès que durant aquestes hores el sistema elèctric necessita aquesta potència. Un altre factor que afecta molt a aquest indicador és la disponibilitat d'aigua, o la seva estacionalitat. De fet, l'aigua de les dues centrals (Esterri i Unarre) procedeix fonamentalment de la fusió de neu durant el desgel, i en menor grau de les pluges de la tardor. El factor de planta en aquest tipus de centrals tendeix a estar en una forquilla de valors de 0,25-0,17. En una central nuclear, el factor de planta pot variar entre el 0,51 (Vandellòs II el 2005) i el 0,98 (Vandellòs II el 2005). Les grans variacions en una central nuclear poden estar originades per aturades de manteniment o recàrrega.

## Canvis de propietat
La central ha anat passant de propietari al llarg de la seva vida. Fou construïda el 1958 per Hidroelèctrica de Catalunya, filial de Catalana de Gas. En 1984 Hidroelèctrica de Catalunya fou adquirida per Hidroeléctrica Española, i el 1994 la major part dels actius d'aquesta empresa foren traspassats a Enher, filial d'Endesa, la qual absorbí Enher el 1998. Endesa passà a formar part de la italiana Enel l'any 2007.